# Кипчак-Аскаровский сельсовет
Кипчак-Аскаровский сельсовет — муниципальное образование в муниципальном районе Альшеевский район Республики Башкортостан Российской Федерации.
Согласно «Закону о границах, статусе и административных центрах муниципальных образований в Республике Башкортостан» имеет статус сельского поселения.

## Население
| 2002 | 2009  | 2010  | 2012  | 2013 | 2014 | 2015 |
| ---- | ----- | ----- | ----- | ---- | ---- | ---- |
| 1179 | ↗1198 | ↘1012 | →1012 | ↘959 | ↘920 | ↘914 |
| 2016 | 2017  | 2018  | 2019  | 2020 |      |      |
| ↘884 | ↘871  | ↘863  | ↘837  | ↘803 |      |      |

## Состав сельского поселения
| № | Населённый пункт | Тип населённого пункта       | Население |
| - | ---------------- | ---------------------------- | --------- |
| 1 | Кипчак-Аскарово  | село, административный центр | ↘656      |
| 2 | Баландино        | деревня                      |           |
| 3 | Отрада           | село                         | ↘208      |
| 4 | Новый Кипчак     | деревня                      | ↘148      |

Законом «О внесении изменений в административно-территориальное устройство Республики Башкортостан в связи с образованием, объединением, упразднением и изменением статуса населенных пунктов, переносом административных центров» от 20 июля 2005 года № 211-з упразднён посёлок Садовый.